# Marco Polo (лайнер)
Marco Polo (до 1991 года Александр Пушкин) — восьмипалубное пассажирское круизное судно класса Иван Франко, проект 301/ (немецкое обозначение) Seefa 750 (морское пассажирское судно на 750 пассажиров) построенное по советскому заказу на верфи VEB Mathias-Thesen-Werft Wismar в Висмаре (ГДР) в 1965 году. Судно было названо в честь русского поэта Александра Пушкина. Судами-близнецами являются «Иван Франко», «Шота Руставели», «Тарас Шевченко» и «Михаил Лермонтов».
В 2020 году отправлен на металлолом в индийский Аланг.

## История

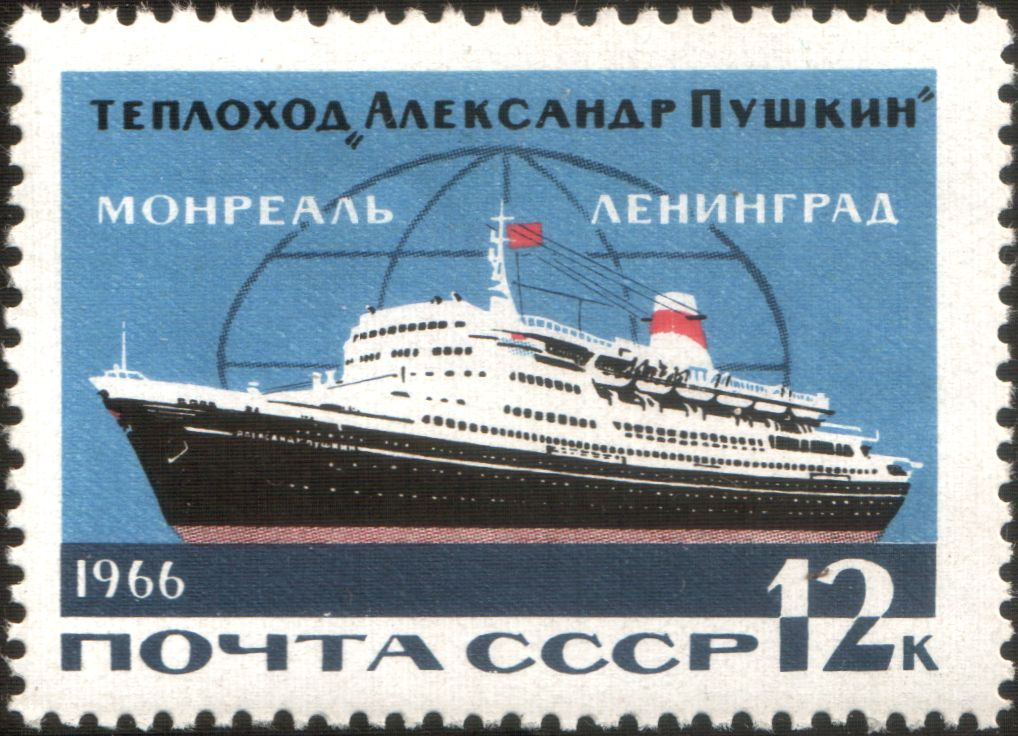

Второе судно проекта 301/Seefa 750 под заводским номером 126 было построено на верфи VEB Mathias-Thesen-Werft Wismar в Висмаре (ГДР). Спуск на воду состоялся 26 апреля 1964 года и океанский лайнер Александр Пушкин был передан советскому заказчику 14 августа 1965 года. Первоначально собственником судна стало ГП Балтийское морское пароходство ММФ СССР в Ленинграде (ныне Санкт-Петербург), откуда оно совершало рейсы на линиях Ленинград — Лондон и Ленинград — Гавр, а 13 апреля 1966 года состоялся первый рейс из Ленинграда в Монреаль, летом рейсы по этому маршруту продолжились, а в другое время года Александр Пушкин был задействован на круизных маршрутах по всему миру. Летом 1967 года судно эксплуатировалось между портами Ленинграда, Бремерхафена и Монреаля. В 1979—1984 годах судно осуществляло круизные рейсы. В 1984 году судно было передано в Дальневосточное морское пароходство, а уже в 1985 году судно передали в аренду компании CTC Cruises, осуществлявшей круизы из порта Сиднея. В 1991 году Александр Пушкин был продан западным судовладельцам из Shipping & General (Orient Lines) , которые переименовали судно в Marco Polo. В июне 1991 года судно прибыло на верфь Neorion на острове Сирос (Греция) на глубокую модернизацию, во время которой было заменено не только внутреннее убранство, но и техническое оборудование. После модернизации в ноябре 1993 года Marco Polo стал осуществлять круизы по Средиземному морю. В июле 1998 года судно было продано компании Orient Lines Europe Ltd. из Нассау. В ноябре 2000 года судно было перерегистрировано на круизную компанию Norwegian Cruise Line Ltd. (NCL), а в июле 2004 года продано компании Ocean World Ltd., где проработало 3 года и в июле 2007 года продано компании Story Cruise Ltd.. 1 ноября 2014 года круизный лайнер "Marco Polo" сел на мель у побережья Норвегии.

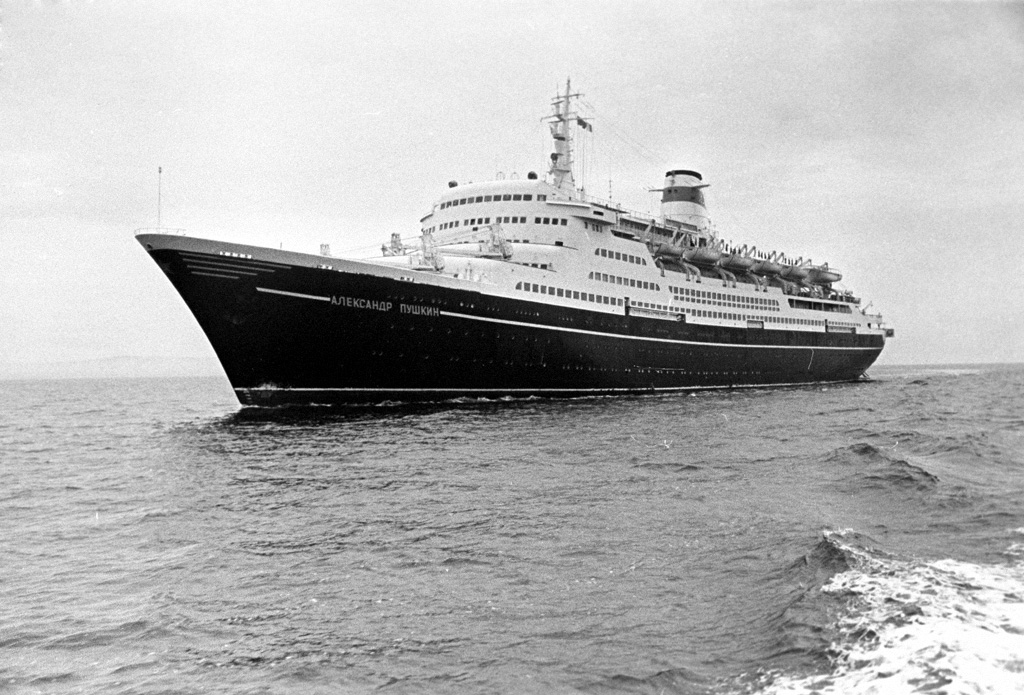
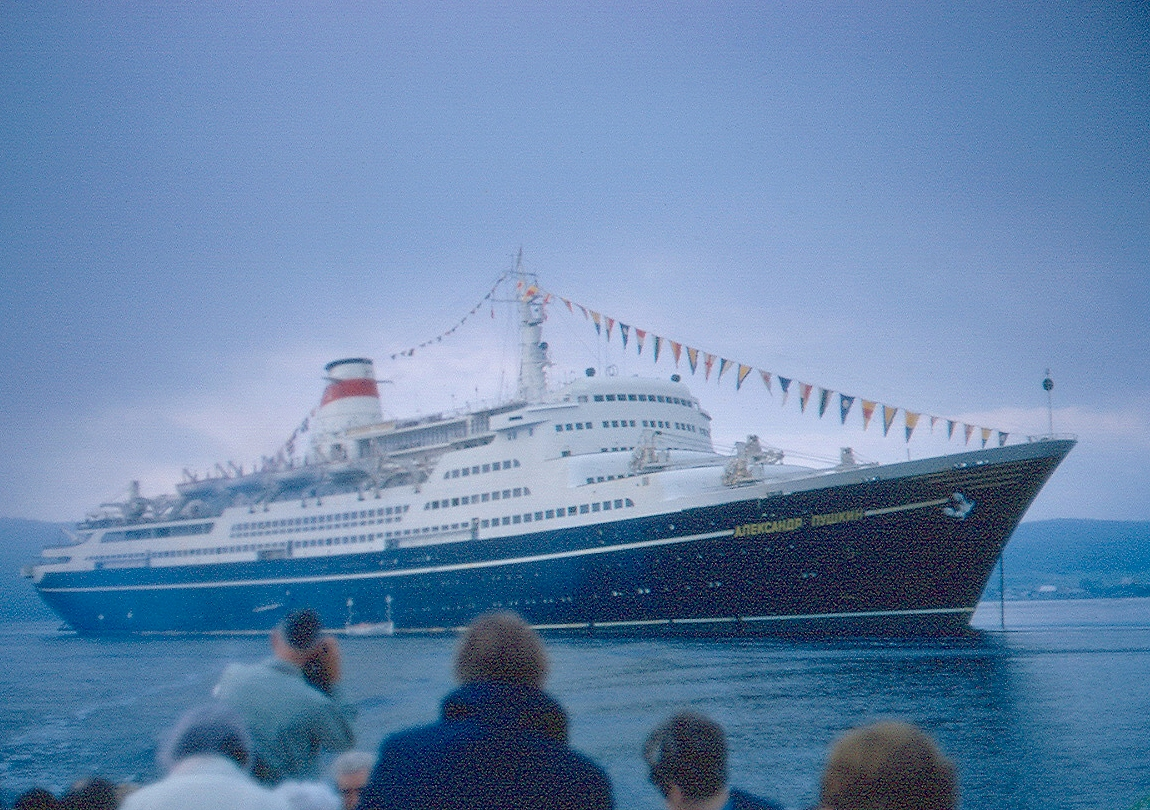
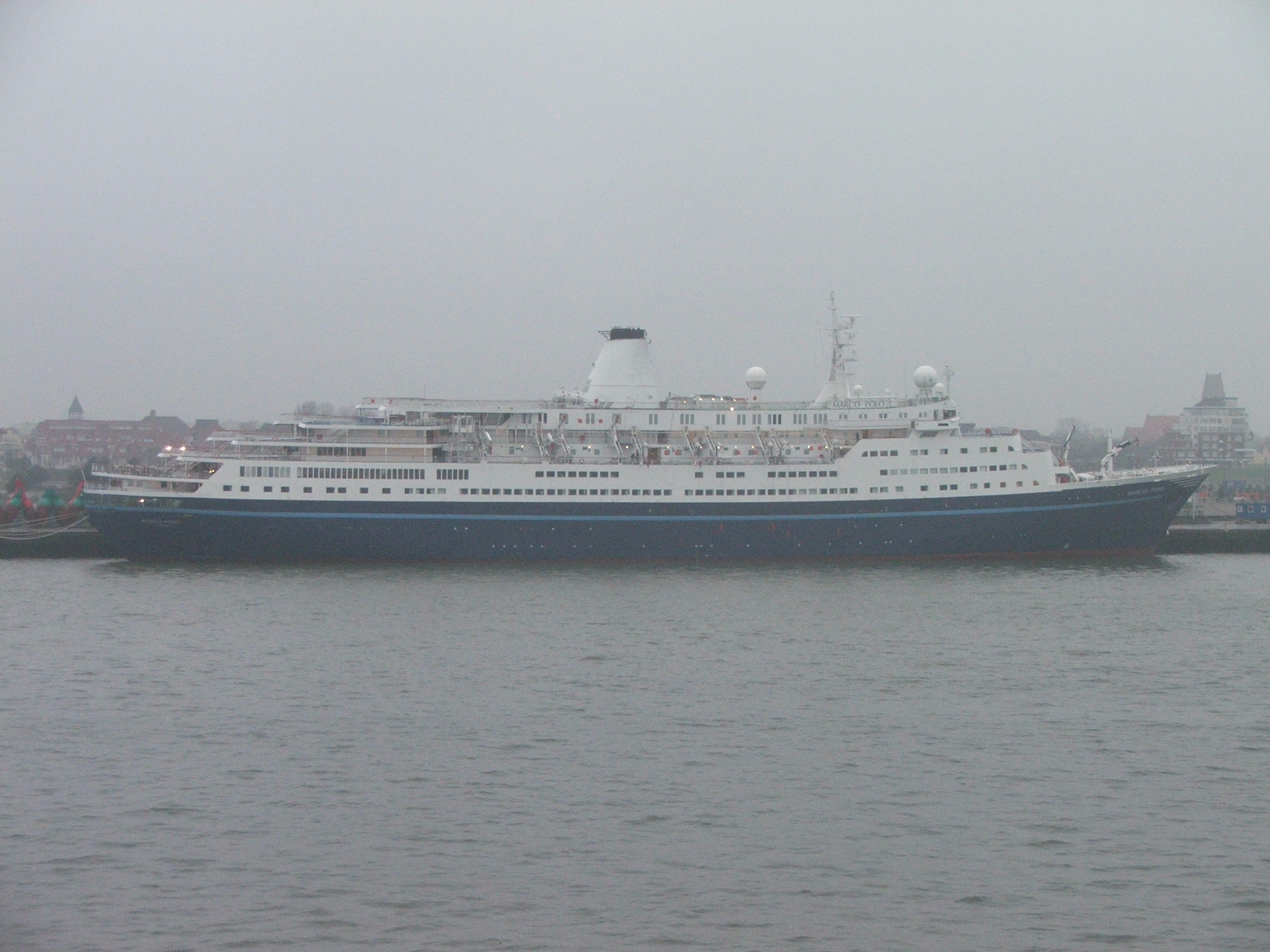
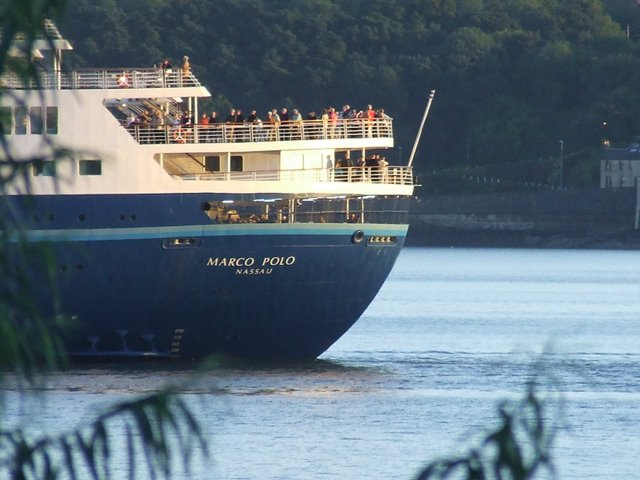
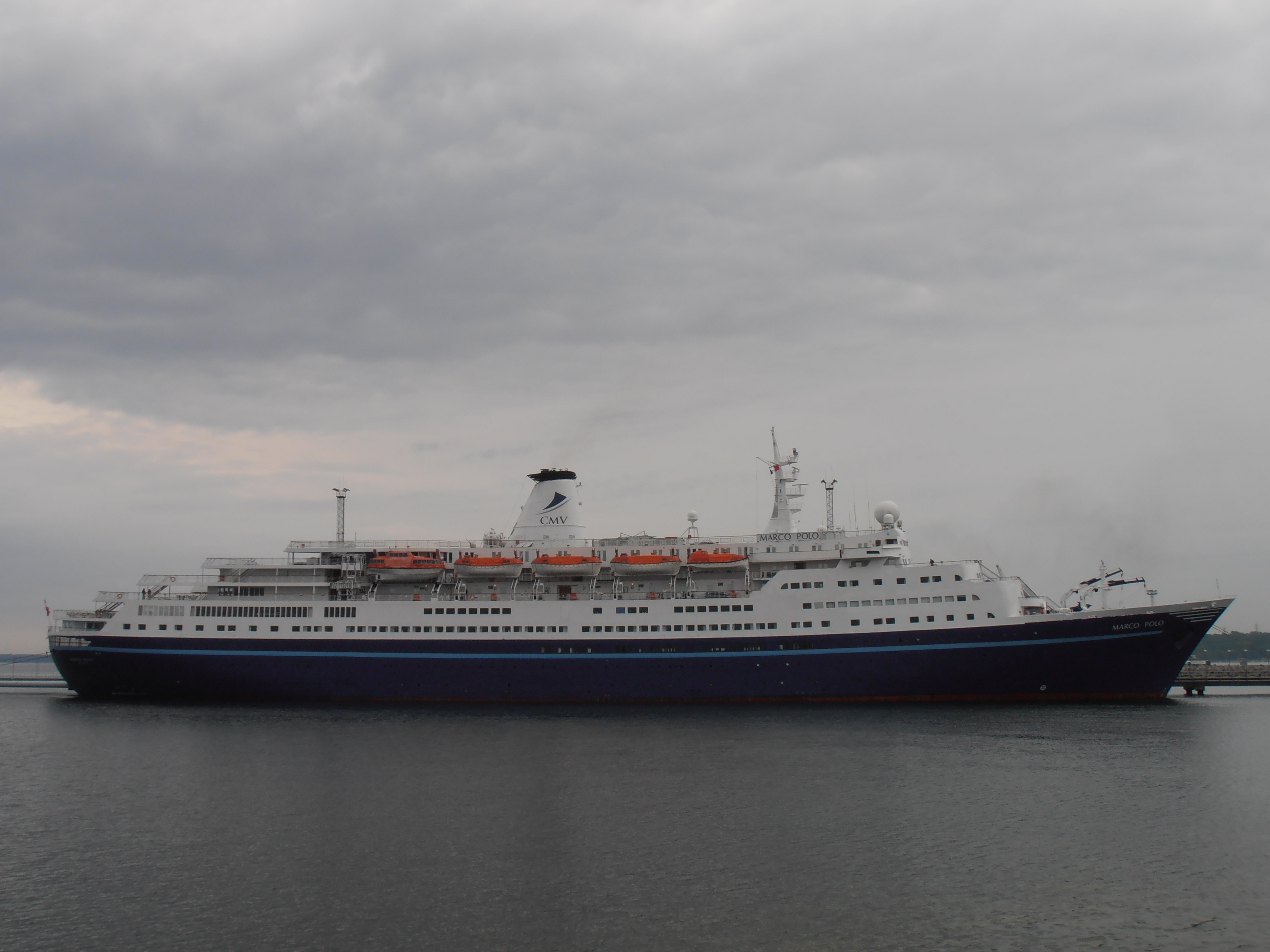